# Perizoma silenata
Perizoma silenata là một loài bướm đêm trong họ Geometridae.